# 格拉塔尔
格拉塔尔（德語：Geratal，發音：[ˈɡeːʁaˌtaːl]，意为“格拉河谷”）是德国图林根州伊尔姆县的市镇，面积82.33平方千米，2023年12月31日人口为8,664人。该市镇于2019年1月1日由市镇弗兰肯海恩、格拉贝格、格施文达、戈瑟尔、格雷芬罗达和利本施泰因合并而成。